# Andrijan Turan
Andrijan Turan (ur. 24 lutego 1962 r. w Bratysławie) – poeta słowacki.

## Elementy biograficzne
Jest synem poety Jána Turana oraz poetki i pisarki Jany Šrámkovej. Ukończył gimnazjum w Bratysławie. Imał się różnych zawodów.

## Twórczość
Członek tzw. barbarzyńskiego pokolenia (barbarská generácia). Swoje wczesne wiersze publikował w dodatku do tygodnika „Nové slovo” zatytułowanym „Nové slovo mladých”. Książkowo debiutował tomem Ozvena vo všetkých jazykoch (1987, Echo we wszystkich językach). Ogłosił zbiorki: Sneha (1993, neologizm mieszający wyrazy sneh – „śnieg” i neha – „czułość”), Nočná požičovňa klavírov (1990, Nocna wypożyczalnia fortepianów), Popolnočný med (1997, Miód po północy), Kolíska z hadov (1998, Kołyska z węży). W jego twórczości zwracają uwagę motywy narkotykowe.

## Rececja polska
Pojedyncze wiersze A. Turana w przekładzie Leszka Engelkinga drukowała m.in. „Literatura na Świecie”.